# 박팽년
박팽년(朴彭年, 1417년~1456년)은 조선 전기의 문신 겸 학자로 사육신의 한 사람이다. 조선국 형조참판, 조선국 좌부승지 등을 지냈다.
본관은 순천(順天). 자(字)는 인수, 호는 취금헌(醉琴軒), 시호는 충정(忠正)이다. 문과에 급제하여 집현전의 학사로 활동했고, 관직은 형조 참판에 이르렀다. 손자 박일산이 생존하여 사육신 중 하위지가와 함께 후손이 전한다. 그의 셋째 딸은 세종의 서자 영풍군의 부인이었다. 봉여해는 그의 매부이며, 박충후는 그의 현손이다.

## 생애
조선 세종 때인 1434년, 문과에 급제하여 성삼문 등과 함께 집현전 학사가 되어 편찬 사업에 참가하였고 세종의 총애를 받았다. 황보인·김종서 등과 함께 문종과 단종을 보필하였다. 세종 말년에 신숙주, 성삼문, 윤기견, 윤회, 김종서 등과 고려사절요, 고려사의 편찬과 간행에 참여하였다. 1453년 10월 계유정난을 전후해서 좌부승지(左副承旨)가 되었다. 1454년 좌승지(左承旨)를 거쳐 1455년 충청도 관찰사에 제수되었다. 수양대군이 황보인, 김종서, 안평대군을 죽이고 왕위에 오른 후, 그를 형조참판에 임명하였으나, 세조가 즉위한 다음 해인 1456년, 형조참판의 자리에 있으면서 성삼문(成三問)· 박팽년(박팽년)· 이개(李塏) · 하위지(河緯地)· 유성원(柳誠源)· 김문기(金文起)
를 일컫는 말이다. 등과 단종 복위를 모의하다가 김질의 밀고로 6월 2일 잡혀가 고문을 받았다. 박팽년은 혹독한 형문을 당하면서도 세조에게 상감, 주상이라 하지 않고, 진사(進賜), 나으리(羅阿里)라고 불렀다. 의금부에서 세조의 친국으로 고문받던 중 6월 7일 사망하였다.

### 사후
뒤에 아버지와 동생, 아들까지 사형당했으나, 사육신 중 하위지와 함께 유일하게 친후손이 존재한다. 그의 며느리이며 차남 박순(朴珣)의 아내 이씨는 사육신에 연좌되어 경상도 관노비가 되었는데, 박팽년의 둘째 자부 성주이씨는 아버지의 고향인 성주로 왔다. 며느리 이씨부인은 임신중으로 출산을 하고 한 여종의 딸과 바꾸어 키우므로 그의 아들은 무사하였다 한다.
뒤에 그 아이는 박비라는 이름으로 숨어 지내다가 성종때 자수하여 성종으로부터 박일산이라는 이름을 받았다.
숙종은 그의 관작을 복구시키고 절개를 표창하였다. 이조판서에 추증되었으며, 시호는 충정(忠正)이다.

## 저서
- 《취금헌 천자문》

## 가족 관계
- 아버지: 박중림(朴仲林, ? ~ 1456)
- 어머니: 안동 김씨(安東 金氏) 김익생(金益生)의 딸
  - 부인: 낙안 김씨(樂安 金氏) 김미(金彌)의 딸
  - 부인: 천안 전씨(天安 全氏) 전념(全念)의 딸
    - 장남: 박헌(朴憲)
    - 차남: 박순(朴珣, ? - 1456년 )
    - 삼남: 박분(朴苯)
    - 장녀: 김자무(金自茂)의 처
    - 차녀: 이공린(李公麟)의 처
    - 삼녀: 영풍군(세종의 서자, 혜빈 양씨의 3남)의 처

## 관련 작품

### 드라마
- 《한명회》 (KBS2, 1994년~1994년 배우: 이운우)
- 《왕과비》 (KBS1, 1998년~2000년 배우: 김하균)
- 《공주의 남자》 (KBS, 2011년~2011년 배우: 이용진)
- 《뿌리깊은 나무》 (SBS, 2011년~2011년 배우: 김기범)

### 기타
왕조실록에 의하면 그의 형 박대년(朴大年)의 아내 윤씨(尹氏)는 해평(海平)의 거족이었다. 또 형수 윤씨는 진무부위(進武副尉) 윤연령(尹延齡)과 고성 박씨(지합천군사를 지낸 박취신(朴就新)의 딸)의 딸로, 윤근수, 윤두수의 증대고모가 된다. 또한 중종 반정을 일으킨 박원종의 조부 박거소는 그와 8촌간이었다.

## 같이 보기
| - 조선왕조실록 - 세종대왕 - 문종 - 단종 - 집현전 - 사육신 - 생육신 - 하연 - 성삼문 - 성승 - 성달생 - 성담수 - 성담년 - 유응부 - 유성원 - 민보흥 - 영풍군 - 집현전 - 성희 - 김질 - 정창손 - 박원종 | - 사육신묘 - 삼중신 - 계유정난 - 금성대군 - 안평대군 - 김자무 - 신숙주 - 이보흠 - 이개 - 이수형 - 이기 - 하위지 - 원호 - 윤임 - 이득성 - 정보 - 조려 - 혜빈 양씨 - 황보인 - 신숙주 - 정인지 | - 세조 정변 - 중종 반정 - 별운검 - 단종 복위 운동 - 동학사 - 김종서 - 유자미 - 이시애 - 이시애의 난 - 김종직 - 남효온 - 박일산 - 송석충 - 하위지 - 하원 - 봉석주 - 김질 - 창계숭절사 |

## 참고 문헌
- 세종실록
- 문종실록
- 단종실록
- 이 문서에는 다음커뮤니케이션(현 카카오)에서 GFDL 또는 CC-SA 라이선스로 배포한 글로벌 세계대백과사전의 내용을 기초로 작성된 글이 포함되어 있습니다.